# Brevipalpus sayedi
Brevipalpus sayedi är en spindeldjursart som beskrevs av Baker 1949. Brevipalpus sayedi ingår i släktet Brevipalpus och familjen Tenuipalpidae. Inga underarter finns listade.